# Opolsko

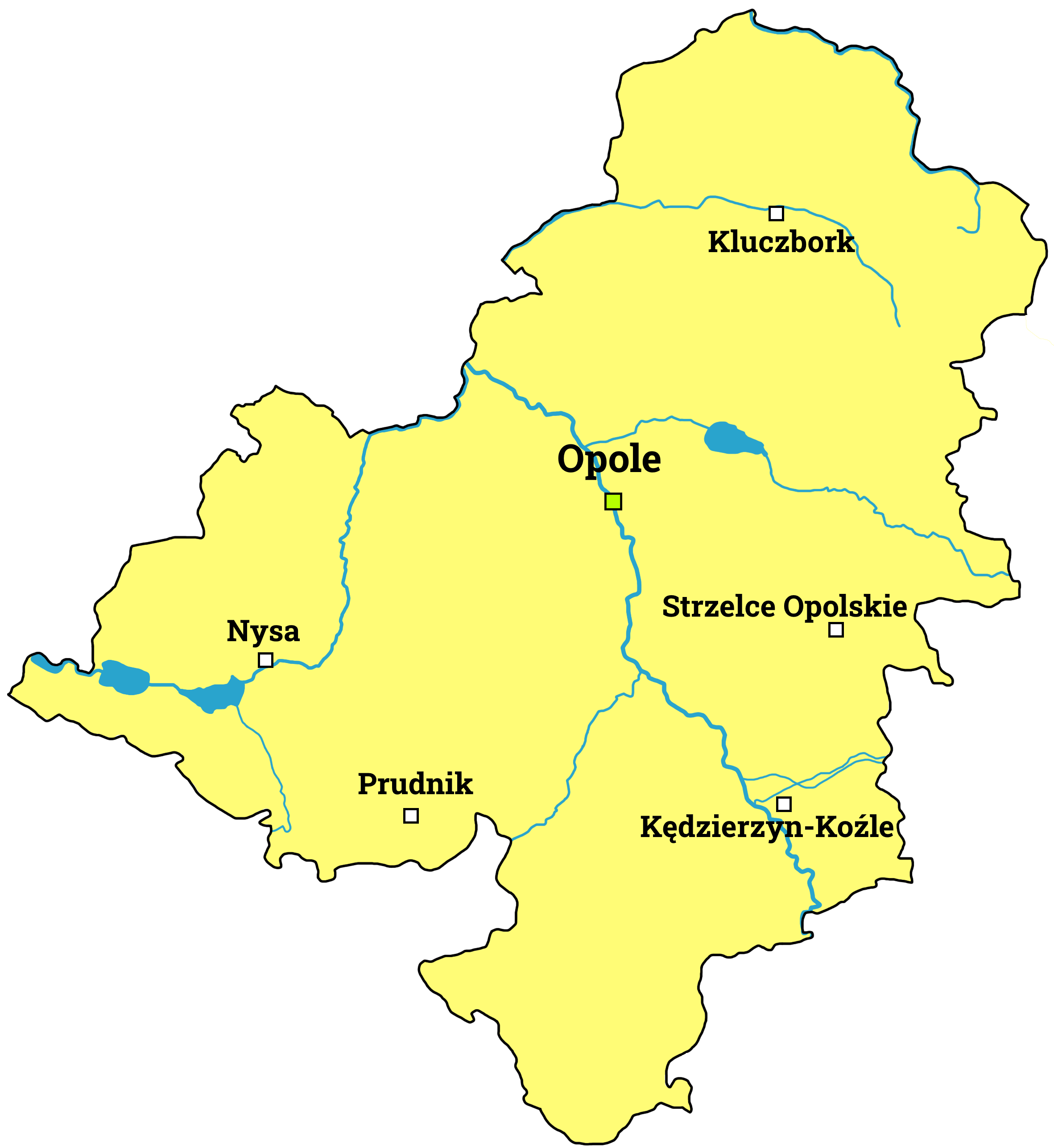
Opolské Slezsko

Opolsko / Opolské Slezsko (polsky Opolszczyzna / Śląsk Opolski, latinsky Ducatus Opoliensis, německy Oppelner Land / Oppelner Schlesien) je označení oblasti kolem města Opolí používané ve dvojím významu:
- Středověký výraz pro Horní Slezsko používaný až do vlády Matyáše Korvína, kdy se začal v pramenech objevovat současný tvar Horní Slezsko (Silesia Superioris).[1] Oblast Opolska byla oddělena od vlastního Slezska (dnes Dolní Slezsko) hlubokým pohraničním hvozdem, tzv. přesekou (preseca). Občas je výraz Opolsko používán pro Opolské knížectví, které zpočátku bylo totožné s územním rozsahem Opolska neboli Horního Slezska, ale po rozdělení Opolska mezi syny Vladislava I. Opolského po jeho smrti v roce 1281 bylo vlastní Opolské knížectví značně zmenšeno a již neodpovídalo hranicím historického Opolska.
- V současnosti hovorový výraz pro území Opolského vojvodství. Jelikož vojvodství se sídlem v Katovicích zahrnující východní část Horního Slezska spolu s regiony, které se kulturně a historicky řadí k Malopolsku, se nazývá „Slezské“, bývá výraz Śląsk (Slezsko) v polském hovorovém a mediálním úzu nesprávně zužován právě na území tohoto vojvodství, kdežto pro území Opolského vojvodství se pak používá výraz Opolszczyzna (Opolsko) jako by šlo o samostatný region, který není součástí Slezska. Vznikají tak problematické věty typu jechali z Opolszczyzny na Śląsk – „jeli z Opolska do Slezska“.[2]